# Peter Osypka
Peter Osypka (* 1934 in Mechtal, Oberschlesien, heute Bytom, Woiwodschaft Schlesien, Polen) ist ein deutscher Unternehmer, Hochschullehrer und Stifter.

## Werdegang
Osypka studierte an der Technischen Universität Braunschweig Elektrotechnik und schloss mit Promotion zum Dr.-Ing. ab. Kurz danach war er Mitbegründer der ersten deutschen Gesellschaft für Biomedizinische Technik. Zur Vertiefung seiner Studien ging er als Post Doctoral Fellow an die Mayo Clinic in Rochester, Minnesota. 1977 gründete er in Rheinfelden die Dr. Osypka GmbH Medizintechnik (heute: Osypka AG). Sie ist spezialisiert auf die Entwicklung und Herstellung von Produkten für die invasive Kardiologie sowie die Kinder-Herzchirurgie. Er ist Erfinder der festen Schraube bei permanenten Herzschrittmacherelektroden sowie des Mehrfach-Wendelprinzips, das heute bei allen implantierbaren Sonden Anwendung findet. 1986 entwickelte er die Hochfrequenzablation zur Behandlung kardialer Rhythmusstörungen und revolutionierte damit den klinisch-invasiven Arbeitsbereich in der Elektrophysiologie. Insgesamt erhielt er über 300 Patente.
2011 wurde er für seine Pionierarbeit auf dem Gebiet der Katheterablation zum Honorarprofessor an der Hochschule Offenburg ernannt.
1997 gründete er die gemeinnützige Peter-Osypka-Stiftung, die weltweit Menschen in Not unterstützt sowie die medizinisch-wissenschaftliche Forschung vor allem im kardiovaskulären Bereich fördert. 2012 rief er an der Hochschule Offenburg das Peter-Osypka Institute for Pacing and Ablation ins Leben.
2013  Übertragung aller Anteile der Firma Osypka an die Peter Osypka Stiftung. 2016 Symposium: 30 Jahre Radiofrequenz-Ablation.

## Mitgliedschaften
- Deutsche Gesellschaft für Kreislaufforschung  (DGK)
- VDE Mitgliedschaften DGBT – 1961 Mitbegründer der  ersten Deutschen Gesellschaft für Biomedizinische Technik
- 1963–1970 Member of the US-Aerospace Medical Association

## Ehrungen
- 2004: Wirtschaftsmedaille des Landes Baden-Württemberg
- 2004: Verdienstmedaille der Stadt Rheinfelden in Silber
- Lorenz-Werthmann-Medaille von Caritas international
- 2009: Ehrensenator der Hochschule Offenburg
- 2010: Lehrbeauftragter der Hochschule Offenburg
- 2011: Honorarprofessor der Hochschule Offenburg
- 2012: Verdienstkreuz am Bande der Bundesrepublik Deutschland
- 2012: Ehrendoktor der Fakultät für Elektrotechnik, Informationstechnik, Physik der TU Braunschweig
- 2012: Verdienstmedaille der Stadt Rheinfelden (Baden) in Gold